# Анохин, Дмитрий Алексеевич
Дмитрий Алексеевич Анохин (1924—1944) — участник Великой Отечественной войны, Герой Советского Союза. Бронебойщик 215-го гвардейского стрелкового полка 77-й гвардейской стрелковой дивизии 61-й армии Центрального фронта, гвардии красноармеец.

## Биография
Родился 15 января 1924 года в д. Волхоновка Богородицкого района Тульской области в семье крестьянина. Русский.
Образование неоконченное среднее. Работал в колхозе.
В Красную Армию был призван Богородицким РВК в 1942 году, с этого же года на фронте Великой Отечественной войны.
Бронебойщик 215-го гвардейского стрелкового полка гвардии рядовой Анохин отличился в сентябре 1943 года при форсировании Днепра в районе пгт Комарин (Гомельская область). В числе первых он на подручных средствах переправился на правый берег реки, ворвался в траншею противника и огнём из противотанкового ружья уничтожил несколько его огневых точек.
Указом Президиума Верховного Совета СССР «О присвоении звания Героя Советского Союза генералам, офицерскому, сержантскому и рядовому составу Красной Армии» от 15 января 1944 года удостоен звания Героя Советского Союза за «образцовое выполнение боевых заданий командования по форсированию реки Днепр и проявленные при этом мужество и героизм» с вручением ордена Ленина и медали «Золотая Звезда».
Вскоре Анохин был ранен и после лечения в госпитале в звании гвардии сержанта был направлен в 127-й гвардейский стрелковый полк 42-й гвардейской стрелковой дивизии. В бою 8 марта 1944 года он был тяжело ранен осколком снаряда в живот и на следующий день умер в 47-м дивизионном медико-санитарном батальоне в селе Тыновка Букского района Киевской области (ныне Уманского района Черкасской области Украины).
Память
- В честь Героя названа его родная деревня Анохино.
- Его фамилия высечена на памятнике Героев в Туле.